# Kantons van Aube

Wapen van het departement Aube

Het Franse departement Aube (10) omvat, sinds de hervorming van de kantons die bij wet doorgevoerd werd in 2013 en voor het eerst toegepast bij de departementsverkiezingen van maart 2015, nog 17 in plaats van 33 kantons. In een aantal gevallen werden afgeschafte kantons in hun geheel toegevoegd aan reeds bestaande kantons, in andere gevallen werden de gemeenten van afgeschafte kantons verdeeld over verschillende bestaande kantons of werden geheel nieuwe kantons gevormd.
Het beoogde doel van de hervorming was kantons te vormen die naar inwoneraantal vergelijkbaar groot zijn (maximaal 20% afwijking van het gemiddelde voor het departement) zodat de vertegenwoordiging van elk kanton in de departementsraad (twee als koppel verkozen raadsleden per kanton) voortaan ook ongeveer een gelijk aantal inwoners zou vertegenwoordigen.
Het gemiddelde inwoneraantal voor een kanton in het departement bedraagt na de hervorming ongeveer 18.000 (pop. municipale 2013). De grootste afwijkingen hiervan zijn er voor Kanton Saint-André-les-Vergers (+22%) en Kanton Bar-sur-Aube (-20%).

## Kantons van het departement Aube na de hervorming van 2013

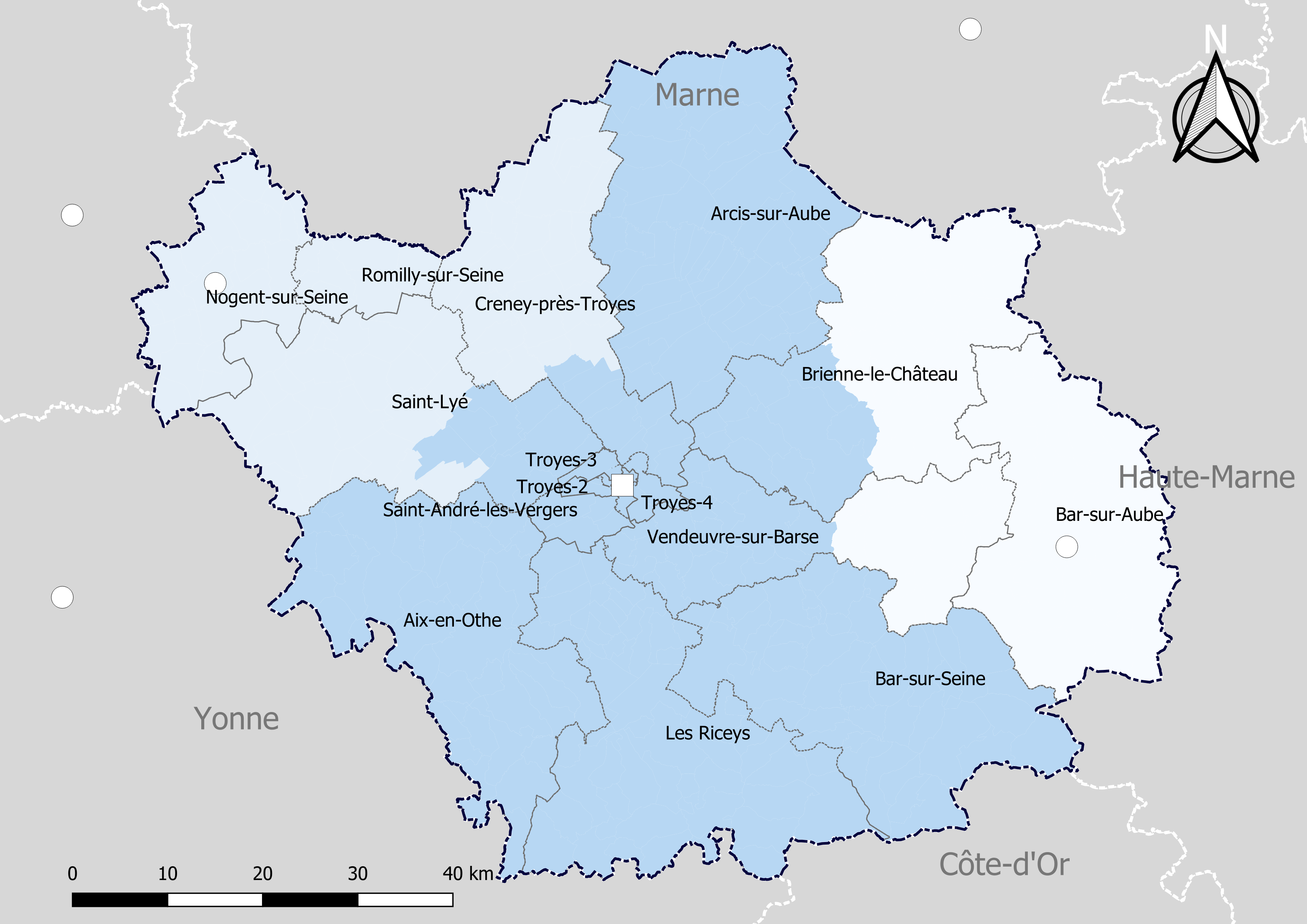
Kantons van Aube met in blauwtinten de arrondissementen.

Bij de hervorming van de kantons werd geen rekening gehouden met de bestaande arrondissementsgrenzen, als gevolg hiervan liggen kantons niet langer steeds binnen eenzelfde arrondissement.
| Kanton | Kanton                         | Inwoners 2013* | Aantal gemeenten |
| ------ | ------------------------------ | -------------- | ---------------- |
| 1      | Kanton Aix-en-Othe             | 18.096         | 38               |
| 2      | Kanton Arcis-sur-Aube          | 14.904         | 47               |
| 3      | Kanton Bar-sur-Aube            | 14.371         | 48               |
| 4      | Kanton Bar-sur-Seine           | 17.119         | 46               |
| 5      | Kanton Brienne-le-Château      | 14.687         | 53               |
| 6      | Kanton Creney-près-Troyes      | 17.290         | 33               |
| 7      | Kanton Nogent-sur-Seine        | 16.708         | 23               |
| 8      | Kanton Les Riceys              | 14.755         | 57               |
| 9      | Kanton Romilly-sur-Seine       | 18.510         | 6                |
| 10     | Kanton Saint-André-les-Vergers | 21.813         | 5                |
| 11     | Kanton Saint-Lyé               | 16.066         | 33               |
| 12     | Kanton Troyes-1                | 20.235         | 1                |
| 13     | Kanton Troyes-2                | 20.301         | 3                |
| 14     | Kanton Troyes-3                | 20.686         | 2                |
| 15     | Kanton Troyes-4                | 21.356         | 4                |
| 16     | Kanton Troyes-5                | 17.936         | 1                |
| 17     | Kanton Vendeuvre-sur-Barse     | 21.748         | 37               |

Bron: INSEE - *Inwoners 2013 = Population municipale

## Kantons van het departement Aube voor de hervorming van 2013
| Arrondissement | Arrondissement   | Kanton | Kanton                |
| -------------- | ---------------- | ------ | --------------------- |
| 3              | Troyes           | 1      | Aix-en-Othe           |
| 3              | Troyes           | 2      | Arcis-sur-Aube        |
| 1              | Bar-sur-Aube     | 3      | Bar-sur-Aube          |
| 3              | Troyes           | 4      | Bar-sur-Seine         |
| 3              | Troyes           | 5      | Bouilly               |
| 1              | Bar-sur-Aube     | 6      | Brienne-le-Château    |
| 3              | Troyes           | 7      | Chaource              |
| 1              | Bar-sur-Aube     | 8      | Chavanges             |
| 3              | Troyes           | 9      | Ervy-le-Châtel        |
| 3              | Troyes           | 10     | Essoyes               |
| 3              | Troyes           | 11     | Estissac              |
| 3              | Troyes           | 12     | Lusigny-sur-Barse     |
| 2              | Nogent-sur-Seine | 13     | Marcilly-le-Hayer     |
| 2              | Nogent-sur-Seine | 14     | Méry-sur-Seine        |
| 3              | Troyes           | 15     | Mussy-sur-Seine       |
| 2              | Nogent-sur-Seine | 16     | Nogent-sur-Seine      |
| 3              | Troyes           | 17     | Piney                 |
| 3              | Troyes           | 18     | Ramerupt              |
| 3              | Troyes           | 19     | Les Riceys            |
| 2              | Nogent-sur-Seine | 20     | Romilly-sur-Seine-1   |
| 1              | Bar-sur-Aube     | 21     | Soulaines-Dhuys       |
| 3              | Troyes           | 22     | Troyes-1              |
| 3              | Troyes           | 23     | Troyes-2              |
| 3              | Troyes           | 24     | Troyes-3              |
| 1              | Bar-sur-Aube     | 25     | Vendeuvre-sur-Barse   |
| 2              | Nogent-sur-Seine | 26     | Villenauxe-la-Grande  |
| 2              | Nogent-sur-Seine | 27     | Romilly-sur-Seine-2   |
| 3              | Troyes           | 28     | Sainte-Savine         |
| 3              | Troyes           | 29     | Troyes-4              |
| 3              | Troyes           | 30     | Troyes-5              |
| 3              | Troyes           | 31     | Troyes-6              |
| 3              | Troyes           | 32     | Troyes-7              |
| 3              | Troyes           | 33     | Le Chapelle-Saint-Luc |